# Viergötterstein
Viergötterstein ist die moderne Bezeichnung für die allseitig mit Göttern verzierte Basis von Jupitergigantensäulen. Der Begriff stammt aus der provinzialrömischen Archäologie.
Auf den Seiten trägt der Stein das Bild der vier verehrten Götter – meistens Juno, Mercurius, Minerva und Hercules. Als Material wurde häufig Sandstein verwendet, weshalb der Erhaltungszustand oft nicht besonders gut ist. Die Grundfläche der Steine ist nicht immer genau quadratisch, beim hier abgebildeten Stein sind zwei Seiten etwas breiter.

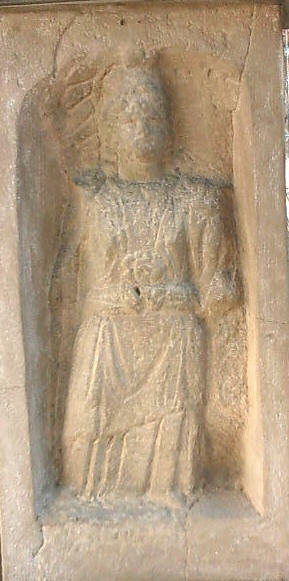
Minerva auf einem Viergötterstein, 2. bis 3. Jh. n. Chr. (Vorderseite)
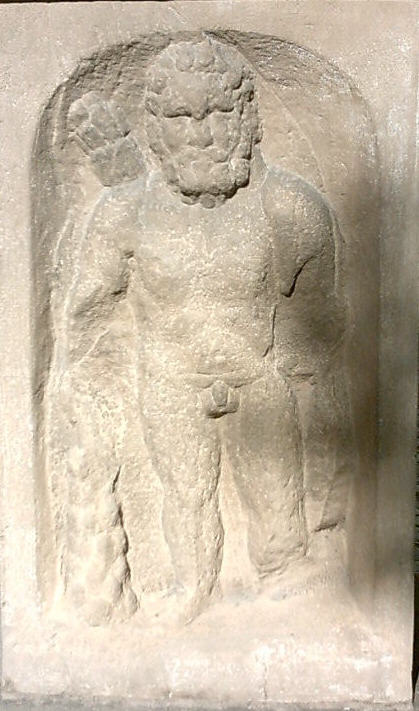
Hercules auf einem Viergötterstein, 2. bis 3. Jh. n. Chr. (linke Seite)
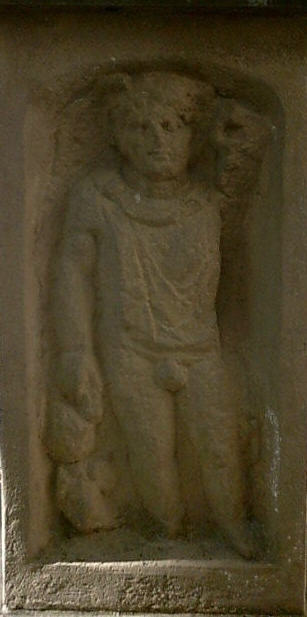
Mercurius auf einem Viergötterstein, 2. bis 3. Jh. n. Chr. (Rückseite)
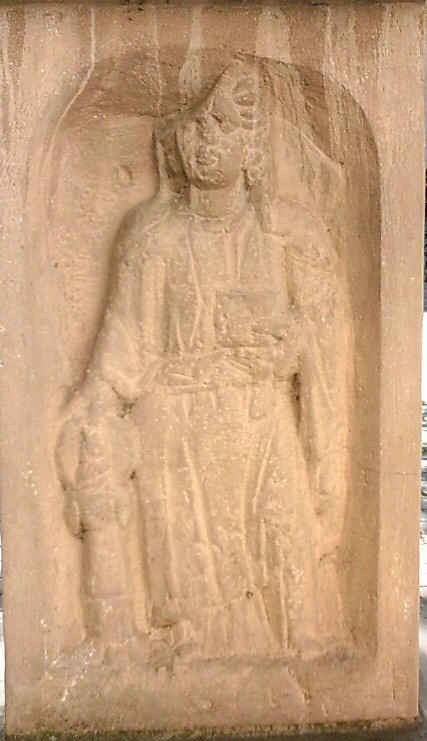
Juno auf einem Viergötterstein, 2. bis 3. Jh. n. Chr. (rechte Seite)
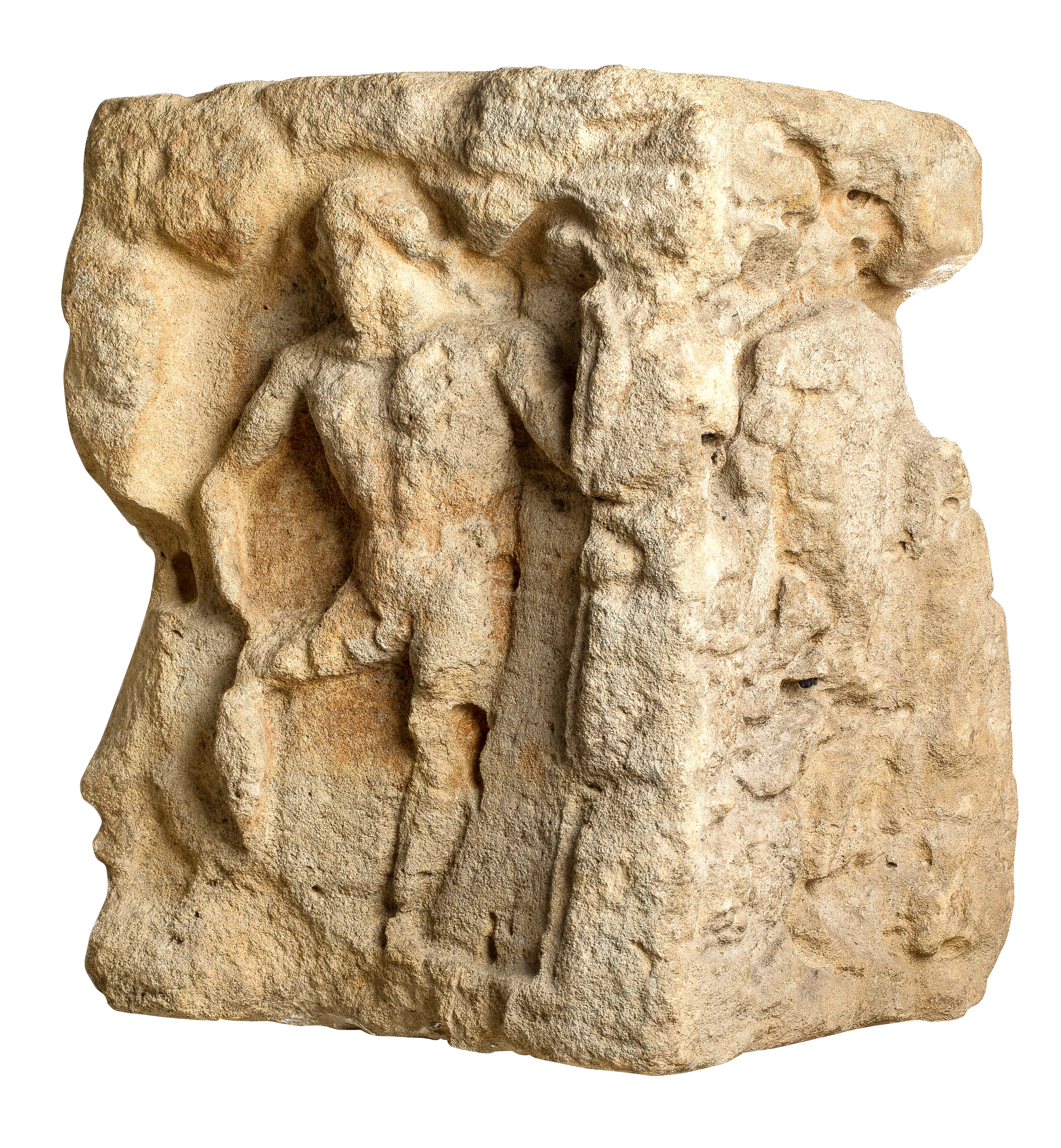
Viergötterstein mit Neptunus, Herkules und Diana, 200-250 A.D., Gallo-Römisches Museum, Tongeren (B)

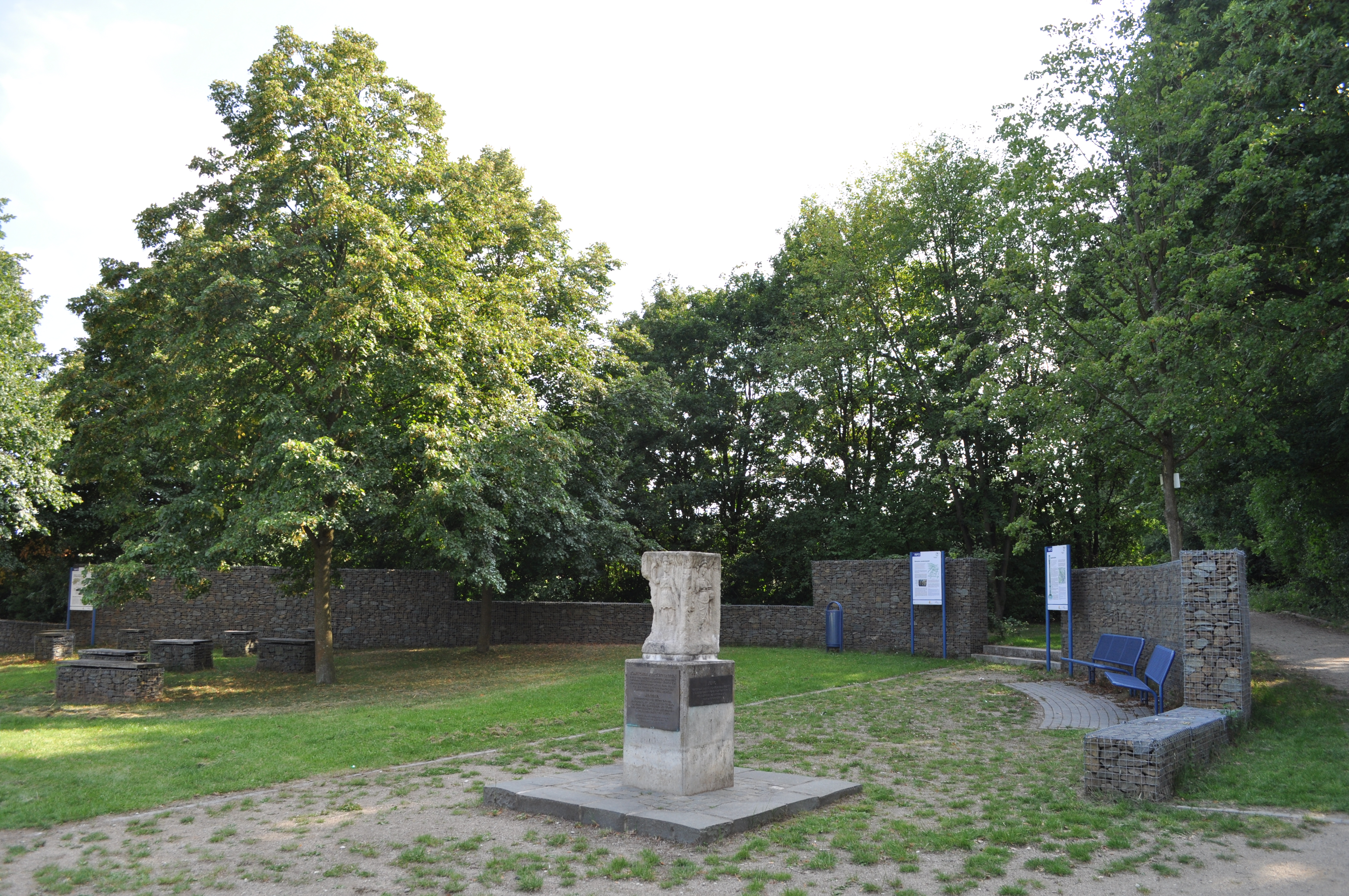
Viergötterstein in Schwalbach am Taunus
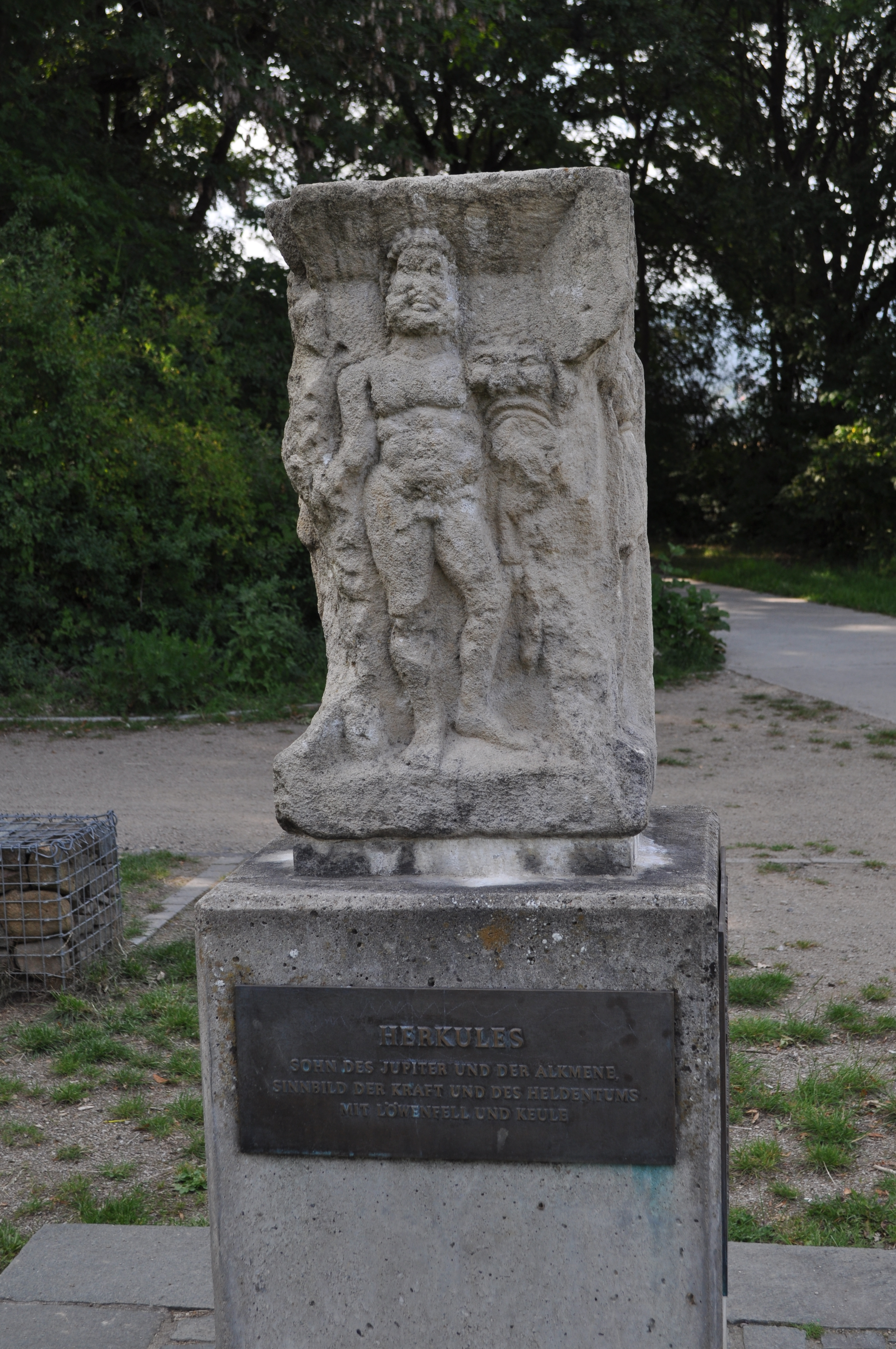
Herkules
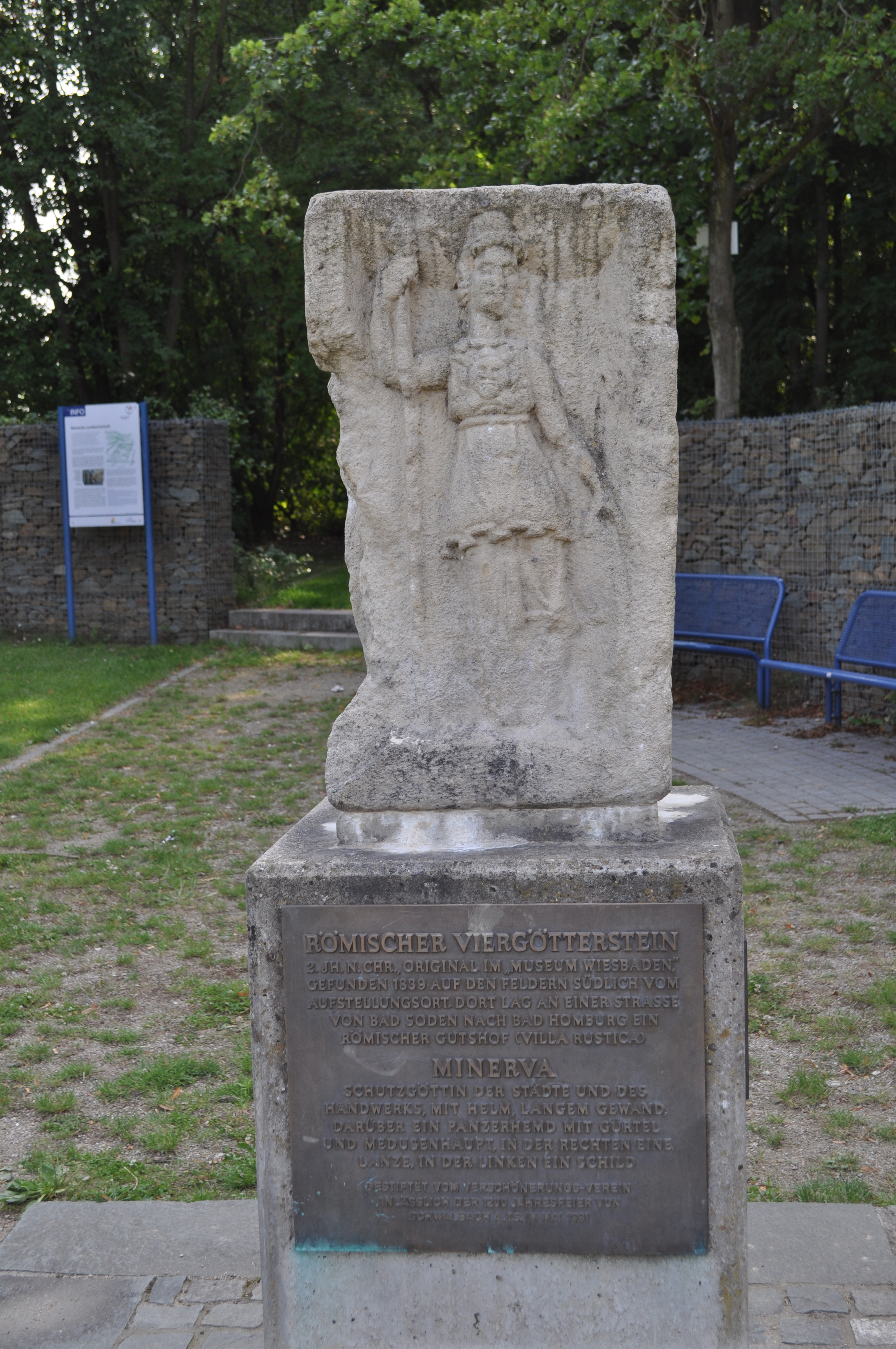
Minerva
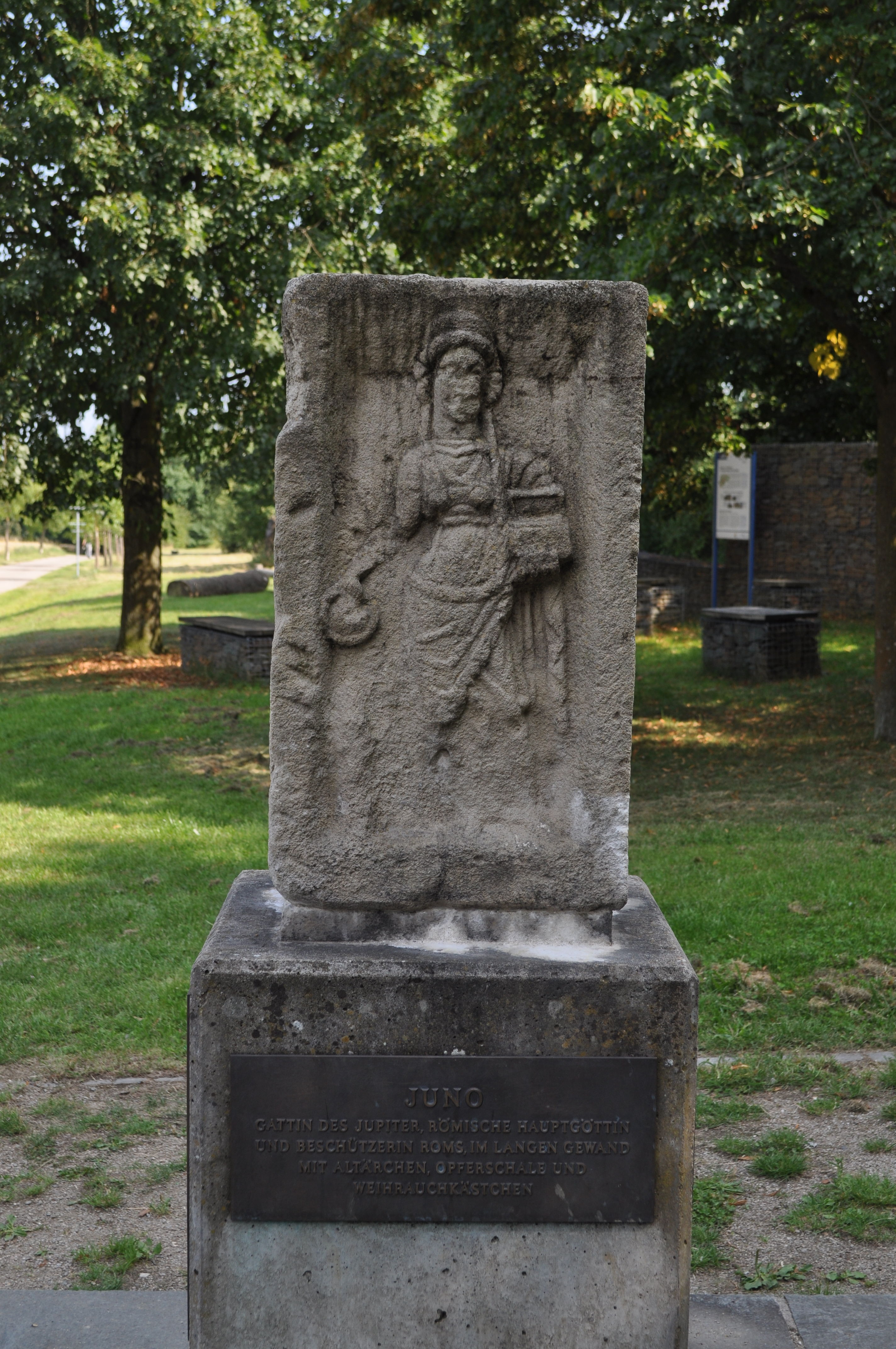
Juno
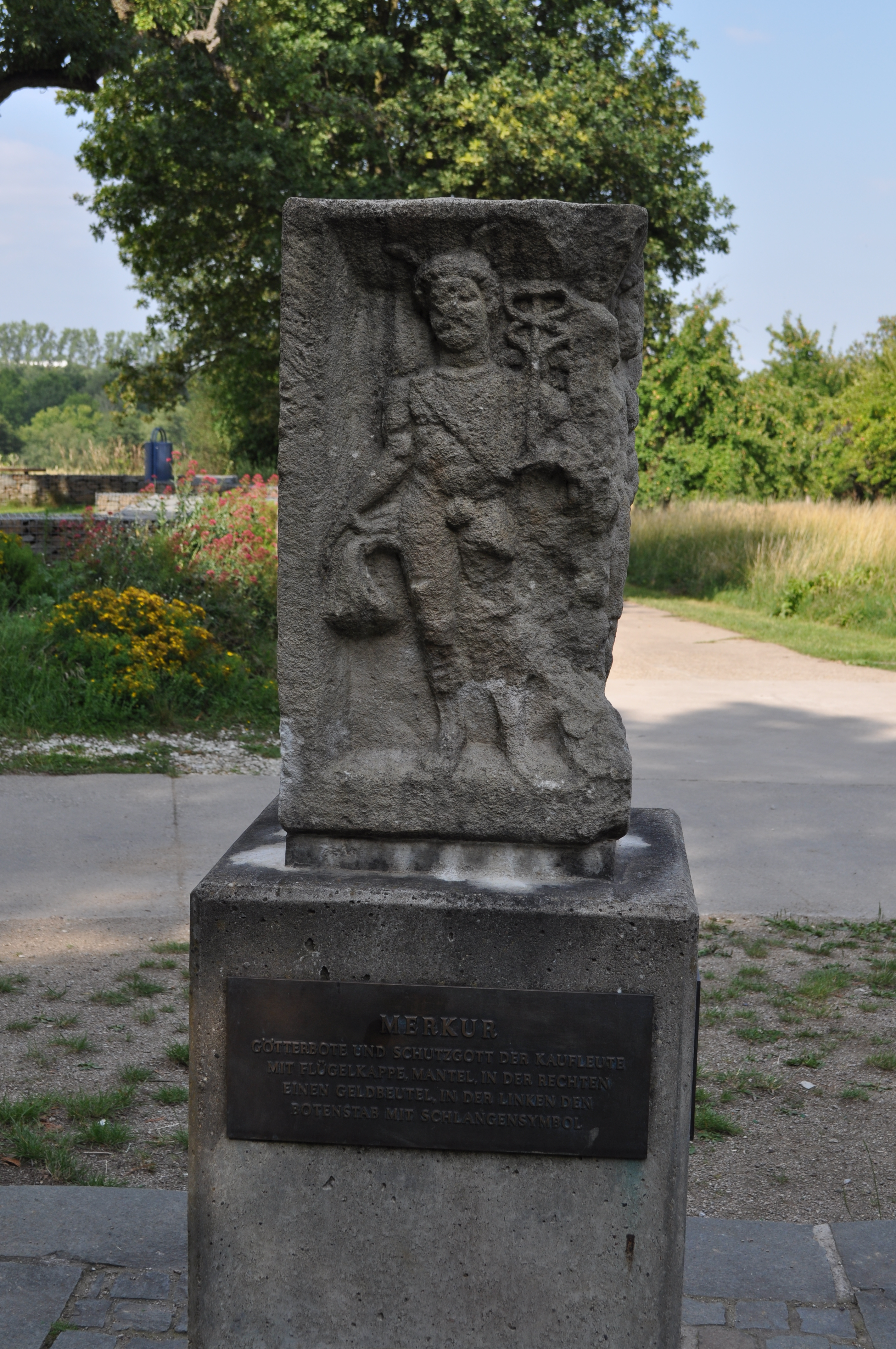
Merkur
Viergötterstein und Achtgötterstein aus Hambach (ursprünglich aus Becherbach bei Kirn)